# Починки (Богородський міський округ)
Почи́нки (рос. Починки) — присілок у складі Богородського міського округу Московської області, Росія.

## Населення
Населення — 435 осіб (2010; 309 у 2002).
Національний склад (станом на 2002 рік):
- росіяни — 95 %